# Paul Volcker
Paul Adolph Volcker (Cape May, 5 de setembro de 1927 – Nova Iorque, 8 de dezembro de 2019) foi um economista estadunidense, presidente da Reserva Federal dos Estados Unidos da América durante os governos de Jimmy Carter e Ronald Reagan. Formado em Harvard e Princeton, Volcker foi um importante conselheiro do Presidente Obama. Morreu no dia 8 de dezembro de 2019 aos 92 anos.